# ۹۴۹ (قمری)
۹۴۹ (قمری)، نهصد و چهل و نهمین سال در گاهشماری هجری قمری است. اول محرم این سال برابر با بیست و هفتم آوریل سال ۱۵۴۲ میلادی است.